# گمینا یابوونکا
گمینا یابوونکا (به لهستانی:  Gmina Jabłonka) یک گمینا در لهستان است که در شهرستان نوو تارگ واقع شده‌است. گمینا یابوونکا ۲۱۳٫۲۸ کیلومتر مربع مساحت و ۱۶٬۹۱۰ نفر جمعیت دارد.